# Sekundærrute 187
Sekundærrute 187 er en rutenummereret landevej i Nordjylland.
Landevejen strækker sig fra Hvalpsund til Aalborg. Vejen er cirka 66 kilometer lang.